# Dejan Lovren
Dejan Lovren (hr[dějan lǒʋren]; n. 5 iulie 1989, Zenica, RSF Iugoslavia) este un fotbalist croat, care joacă pe post de fundaș central la PAOK în Superliga Greacă. Pe plan internațional, are prezențe la națională pentru Croația U-17⁠(d), Croația U-21⁠(d), Croația, Croația U18⁠(d), Croația U-19⁠(d) și Croația U-20⁠(d).
Lovren și-a început cariera la Dinamo Zagreb înainte de a se transfera la Olympique Lyonnais în ianuarie 2010. El a petrecut trei sezoane la echipa din Ligue 1, la care a câștigat Cupa Franței înainte de a ajunge la Southampton în 2013. După un sezon cu Southampton, a fost transferat de Liverpool pentru 20 de milioane de lire sterline și de atunci a jucat în peste 150 de meciuri pentru club.
După ce a jucat pentru Croația la mai multe categorii de vârstă ale echipelor de tineret, și-a făcut debutul la naționala mare în 2009 și de atunci a strâns peste 50 de selecții. A făcut parte din lotul Croației care a participat la Campionatul Mondial din 2014 din Brazilia și la cel din 2018 din Rusia, în care a ajuns până în finală, fiind învinsă de Franța.

## Tinerețe
Lovren s-a născut la din părinți croați în orașul Zenica, FR Iugoslavia (acum Bosnia și Herțegovina). Familia sa a fugit din Iugoslavia în München pentru a scăpa de Războiul Bosniac când Lovren avea trei ani și și-a petrecut următorii șapte ani în Germania.
Familia sa a fost forțată să plece, deoarece nu aveau documentele necesare pentru a locui în Germania și s-a stabilit în Karlovac, Croația, la 50 km sud-vest de capitala Zagreb. Lui Lovren i-a fost dificil să se adapteze în Croația, având probleme la școală din cauză că nu cunoștea bine limba croată. Fratele său mai mic, Davor, este și el fotbalist.

## Cariera pe echipe

### Dinamo Zagreb
Lovren a jucat pentru prima dată fotbal în Germania la BSC Sendling din München. După ce s-a mutat în Croația, a jucat pentru la grupele de juniori ale echipelor din oraș, NK Ilovac și NK Karlovac, ajungând în 2004 să joace pentru GNK Dinamo Zagreb.
La 10 mai 2006, el a debutat pentru Dinamo într-un meci de campionat cu NK Varteks Varaždin. La 17 iulie 2006, Lovren a fost împrumutat la NK Inter Zaprešić pentru două sezoane în care a jucat în cincizeci de meciuri și a marcat un gol. După întoarcerea sa din împrumut, Lovren a devenit titular la Dinamo, apărând în 38 de meciuri pe parcursul sezonului 2008-2009 și marcând trei goluri. În sezonul 2009-2010, el a jucat în toate cele patru meciuri de calificare din Liga Campionilor împotriva lui Pyunik Erevan și Red Bull Salzburg, reușind să marcheze un gol cu capul împotriva lui Pyunik.

### Lyon

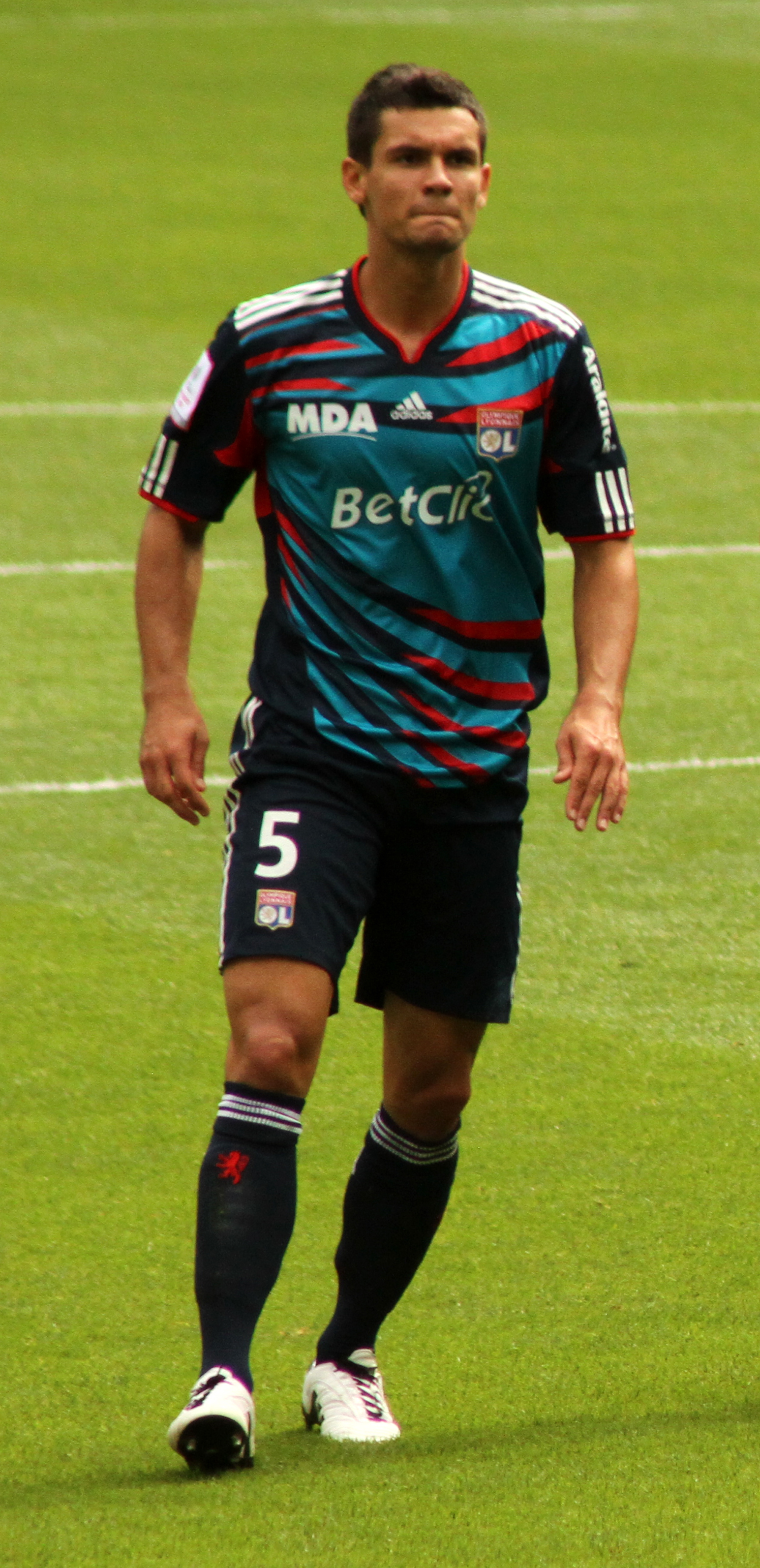
Lovren jucând pentru Lyon în 2010

În ianuarie 2010, Lovren a semnat un contract de patru ani și jumătate cu echipa franceză de Ligue 1 Olympique Lyonnais, suma de transfer fiind de 8 milioane de euro plus 1,5 milioane în bonusuri. El și-a făcut debutul pentru Lyon pe 24 ianuarie 2010, într-un meci de Cupa Franței cu AS Monaco, fiind integralist. Debutul său în Ligue 1 a venit pe 31 ianuarie în victoria Lyonului de acasă cu 2-1 cu Paris Saint-Germain, jucând încă 90 de minute. În a doua jumătate a sezonului, el a mai jucat în zece partide, intrând din postura de rezervă. Nu a putut juca pentru Lyon în Liga Campionilor deoarece jucase deja în această competiție pentru Dinamo Zagreb.
Lovren a început să prindă mai multe minute în sezonul 2010-2011, după plecarea a doi alți apărători, Jean-Alain Boumsong și Mathieu Bodmer, în vara anului 2010. În timpul sezonului, el s-a stabilit treptat drept titular, făcând pereche în centrul liniei de fund cu Cris, fiind folosit însă și pe banda stângă și dreaptă, demonstrând calități de jucător polivalent. În noiembrie 2010, Lovren a fost inclus în lista celor mai buni tineri jucători din lume a revistei Don Balon.
La 23 ianuarie 2012, Lovren și-a extins contractul cu Lyon pentru încă două sezoane, semnând cu clubul francez până în 2016. A început sezonul pentru Lyon în finala Cupei Franței din 2012, o victorie cu 1-0 în fața lui Quevilly, dar a fost înlocuit în minutul 18 de Bakary Koné.

### Southampton
Pe 14 iunie 2013, Lovren a semnat cu Southampton un contract de patru ani pentru o sumă de transfer necunoscută estimată la 8,5 milioane de lire sterline. El a debutat pe 17 august 2013, într-o victorie scor 1-0 împotriva West Bromwich Albion. A marcat primul gol pentru Southampton împotriva lui Liverpool pe Anfield, la 21 septembrie 2013, un gol care s-a dovedit a fi câștigător. La 19 octombrie i-a oferit o pasă de gol lui Adam Lallana în meciul cu Manchester United care s-a încheiat la egalitate, scor 1-1 pe Old Trafford. Pe 18 ianuarie 2014 a marcat din nou în campionat, în meciul din deplasare scor 2-2 cu Sunderland. dar a făcut o întindere spre finalul meciului și a fost transportat la spital. La 23 ianuarie s-a anunțat că Lovren va fi indisponibil între șase și opt săptămâni, suferind o accidentare la ligamentele gleznei.
La sfârșitul primului său sezon din Premier League, Lovren a fost inclus în lista Bloomberg Sports' Power 50, care oferă clasamente statistice ale performanțelor jucătorilor din cele mai importante cinci campionate ale Europei. El a fost cel de-al cincilea cel mai bine clasat jucător din Premier League pe poziția a 31-a. După multe speculații privind viitorul lui Lovren după plecarea lui Adam Lallana, Luke Shaw și Rickie Lambert de la Southampton, Liverpool Echo a anunțat pe 25 iulie 2014 că Southampton a ajuns la un acord cu Liverpool pentru vânzarea lui Lovren.

### Liverpool

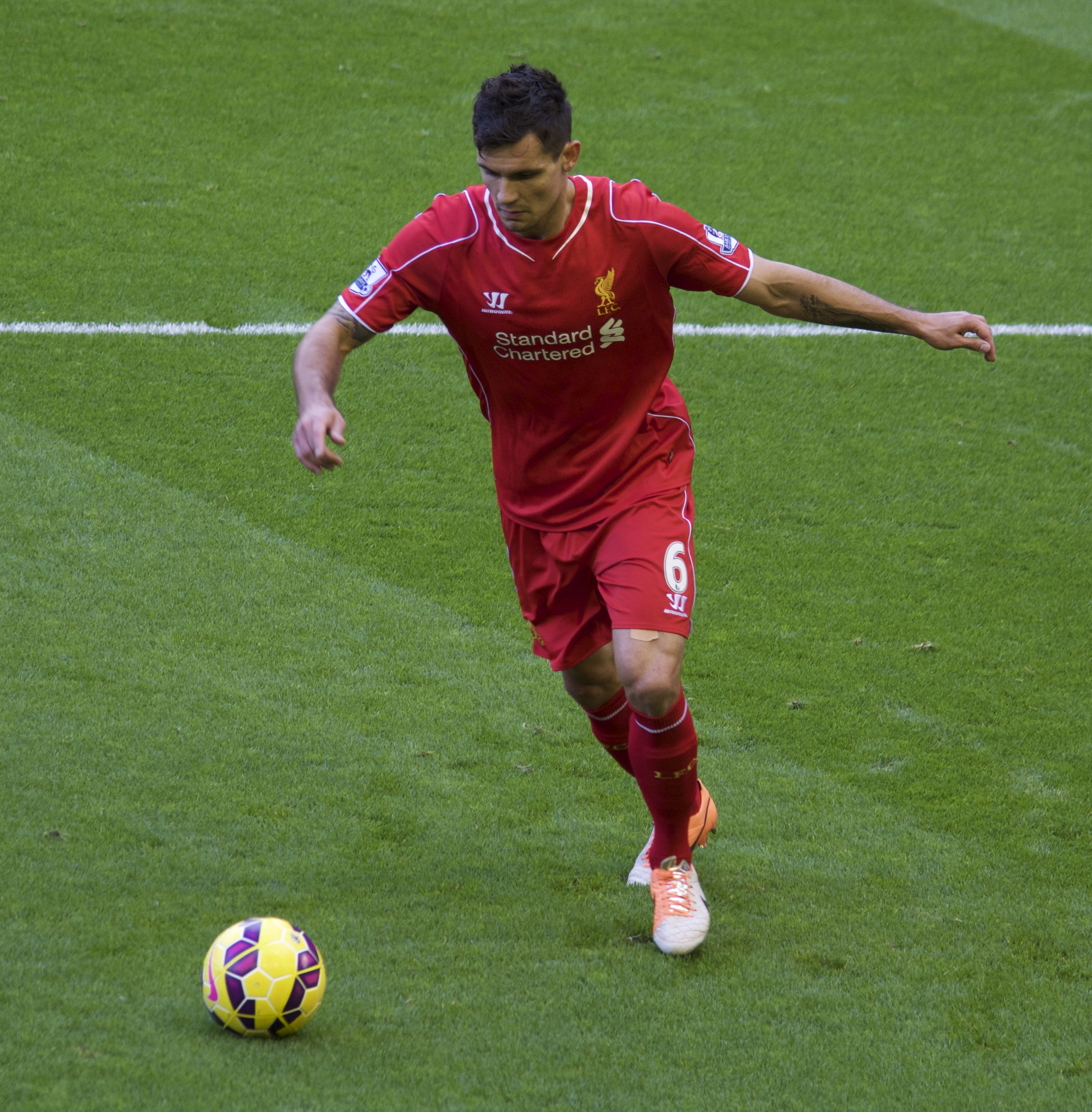
Lovren jucând pentru Liverpool în 2014

La 27 iulie 2014, Lovren a devenit al treilea jucător de la Southampton cumpărat de Liverpool în acel sezon, după Rickie Lambert și Adam Lallana. El a semnat un contract pe patru ani pentru 20 de milioane de lire sterline, devenind cel mai scump fundaș din istoria Liverpool până la transferul lui Virgil van Dijk în 2018.
La 10 august 2014, și-a făcut debutul într-un amical pentru Liverpool împotriva lui Borussia Dortmund pe Anfield, marcând al doilea gol în victoria cu 4-0. A debutat pentru Liverpool într-un meci oficial pe 17 august în deschiderea sezonului de Premier League, jucând în toate cele 90 de minute în victoria scor 2-1 împotriva fostului său club Southampton pe Anfield. El a înscris primul gol oficial pentru Liverpool pe 28 octombrie, când a marcat golul victoriei dintr-o lovitură liberă din turul al patrulea al Cupei Ligii câștigat cu 2-1 în fața lui Swansea City. Cu toate acestea, după un meci slab făcut în Liga Campionilor cu Basel, Lovren a ieșit din prima echipă. Pe 26 februarie 2015, în meciul din șaisprezecimile Europa League cu Beșiktaș, Lovren a fost desemnat drept ultimul executant al loviturii de la 11 metri, pe care a ratat-o șutând în bara transversală. Site-ul cotidianuluiTelegraph l-a inclus pe Lovren printre cele mai proaste 20 de transferuri din Premier League din sezonul 2014-2015, remarcând numărul mare de erori făcute de el care au dus la goluri marcate de către echipele adverse.
Lovren și-a recăpătat locul în primul unsprezece în primele trei meciuri din sezonul 2015-2016 și a jucat bine, echipa sa neprimind gol și reușind să obțină șapte puncte. Cu toate acestea, după două înfrângeri suferite în fața lui West Ham United și a rivalei Manchester United, în care apărarea a luat șase goluri, Lovren și-a pierdut din nou locul de titular în fața lui Mamadou Sakho. Pe 8 noiembrie a intrat în locul lui Sakho în înfrângerea scor 2-1 cu Crystal Palace de pe Anfield, cu Sakho suferind o accidentare care l-a ținut pe margine timp de două luni. La 13 decembrie, într-o remiză scor 2-2 cu West Bromwich Albion, Lovren a rămas întins pe gazon în minutul 79 din cauza unei accidentări și a fost înlocuit cu Divock Origi. Pe 14 aprilie, Lovren a înscris un gol în prelungirile meciului din Europa League cu Borussia Dortmund. Avand un început dificil de carieră la Liverpool, Lovren s-a schimbat până la sfârșitul sezonului 2015-2016 sub comanda lui Jürgen Klopp, transformându-se într-un lider „calm și sigur” pe teren conform unui articol publicat de Liverpool Echo.
Pe 28 aprilie 2017, Lovren și-a extins contractul cu Liverpool până în 2021.

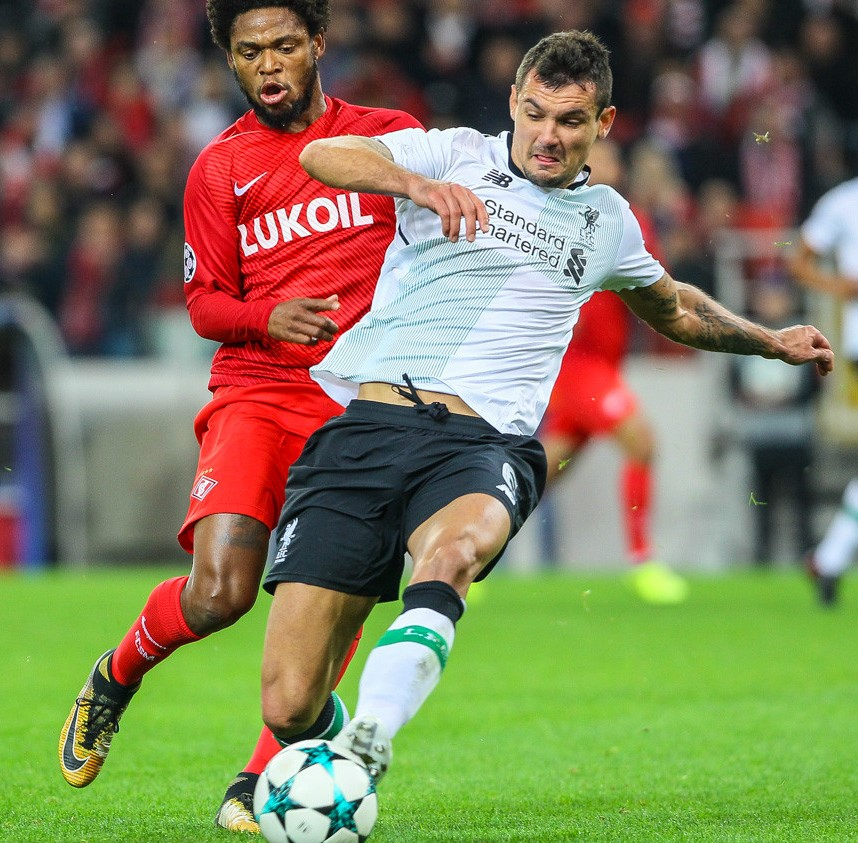
Lovren (dreapta) jucând pentru Liverpool în 2017

Pe 17 decembrie 2017, Lovren a marcat primul său gol al sezonului în victoria cu 4-0 asupra lui Bournemouth; un rezultat care a făcut-o pe Liverpool să devină prima echipă din istoria Premier League care a câștigat patru meciuri în deplasare consecutiv cu o diferență mai mare de trei goluri. După venirea lui Virgil van Dijk la 1 ianuarie, el și Lovren au devenit o pereche sudată în centrul apărării lui Liverpool. La 14 ianuarie 2018, Lovren a fost pentru prima dată căpitan al lui Liverpool în victoria scor 4-3 împotriva lui Manchester City. Pe 13 mai, Lovren a marcat al doilea gol al sezonului în victoria scor 4-0 asupra lui Brighton & Hove Albion, în urma căreia a  Liverpool a reușit să se califice pentru sezonul viitor al Ligii Campionilor UEFA.

## Cariera la națională

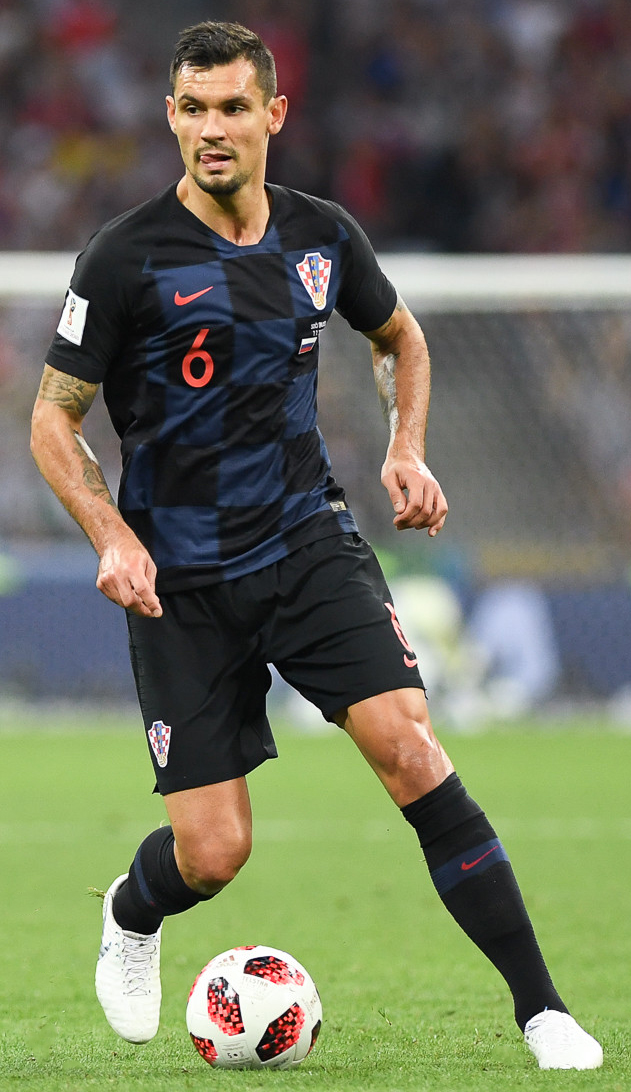
Lovren jucând Croația la Campionatul Mondial din 2018

Lovren a jucat 54 de meciuri și a marcat șase goluri pentru echipele naționale croate de tineret. El a primit primit prima sa telegramă de convocare pentru Echipa națională a Croației în august 2009 din partea selecționerului Slaven Bilić, care l-a inclus pe foaia de joc împotriva Belarusului. Lovren a fost rezervă neutilizată, dar totuși s-a declarat încântat de noua experiență. El și-a făcut debutul împotriva Qatarului la 8 noiembrie 2009, intrând în locul lui Danijel Pranjić.
Pe 2 septembrie 2011, Lovren a marcat primul său gol la naționala mare împotriva Maltei într-un meci contând pentru calificările la Campionatul European din 2012. El a fost inclus de antrenorul Slaven Bilić în lista celor 23 de jucători din lotul pentru UEFA Euro 2012, dar a trebuit să se retragă din cauza unui accidentări suferite cu o săptămână înainte de turneu. Lovren a marcat al doilea său gol pentru Croația la 26 martie 2013 în meciul de calificare contând pentru Campionatul Mondial din 2014 împotriva Țării Galilor, de pe Stadionul Liberty din Swansea. În acea partidă Gareth Bale a marcat din penaltiul făcut de Lovren. Croația a câștigat în cele din urmă cu 2-1.
În mai 2014, Lovren a fost numit în lotul lărgit de 30 de jucători al managerului Niko Kovač pentru Campionatul Mondial din 2014 din Brazilia. În meciul de deschidere al turneului, pe 12 iunie, împotriva gazdei Brazilia în São Paulo, arbitrul japonez Yuichi Nishimura a considerat că Lovren l-a faultat pe Fred în minutul 69 la scorul de 1-1. Penaltiul, considerat a fi unul controversat, a fost transformat de Neymar și a dus la victoria Braziliei cu 3-1.
Înrăutățirea relației lui Lovren cu managerul Ante Čačić a dus în final la excluderea lui din echipa croată pentru UEFA Euro 2016.
În mai 2018, a fost inclus în echipa Croației pentru Campionatul Mondial din 2018 din Rusia. A jucat în toate meciurile Croației din turneu, unde a ajuns în finala pierdută în fața Franței.
La 11 septembrie, Lovren a ratat meciul de debut al Croației în ediția inaugurală a Ligii Națiunilor, lipsind din înfrângerea istorică, scor 6-0 cu echipa Spanieia, din cauza unei accidentări. A revenit o lună mai târziu într-un meci împotriva Angliei, care s-a terminat 0-0. Pe 15 noiembrie a jucat în înfrângerea scor 3-2 cu Spania. După meci, Lovren a iscat un scandal după ce a declarat într-un flux live pe Instagram că echipa Spaniei este „o adunătură de jigodii” și a recunoscut că l-a lovit cu cotul intenționat pe fundașul spaniol Sergio Ramos, cu care a avut o dispută în mass-media cu înainte de meci. Trei zile mai târziu, Croația a suferit o înfrângere în fața Angliei, scor 2-1 și a fost retrogradată din Liga A în Liga B în următoarea ediție a Ligii Națiunilor.
Din cauza declarațiilor jignitoare făcute la adresa echipei naționale a Spaniei și a loviturii cu cotul făcută asupra lui Sergio Ramos, UEFA l-a suspendat la 11 ianuarie 2019 pe Lovren pentru un meci internațional, meciul de calificare pentru Campionatul European din 2020 împotriva Azerbaidjanului.

## Viața personală
El vorbește patru limbi: croată, germană, engleză și franceză.
Lovren s-a aflat într-o relație cu Anita Sekulić în 2005, când avea 16 ani. Cuplul a trecut printr-o criză în timp ce Lovren era la Lyon, despărțindu-se pentru o scurtă perioadă de timp, dar apoi cei doi s-au împăcat. La scurt timp după împăcare, Sekulic a rămas însărcinată, iar cuplul s-a căsătorit în iulie 2012. La data de 28 august a aceluiași an s-a născut primul copil al lor, Elena. În iunie 2013, cei doi au făcut cununia religioasă. La 21 iunie 2015, ei au devenit părinți ai unui fiu, Josip, numit după bunicul din partea tatălui al lui Dejan.
În 2013, Lovren a fondat linia vestimentară Russell Brown cu cavalerul său de onoare Lovro Krčar. După trei ani, aceasta a fost oprită din motive necunoscute. Zvonurile sugerează că motivul închiderii s-a datorat unei relații proaste între Lovren și Krčar. În mai 2018, a fondat o altă marcă Rock Filius. La 29 mai 2018, Lovren a deschis un hotel de patru stele Joel în Novalja, lângă Zrće.
În 2014, la Campionatul Mondial din Brazilia, paparazzi au scos la iveală fotografii explicite ale mai multor croați internaționali, făcând o baie în piscina unui hotel brazilian. Lovren a suferit cel mai mult deoarece întregul său corp a fost expus.
În 2016, publicul a aflat despre aventura lui Anita cu un pădurar pe nume Dario Torbić, un vechi prieten al ei. Lovren a încercat și a reușit să o câștige înapoi cu o vacanță în iunie, având timp pentru aceasta deoarece nu a fost convocat pentru lotul care a participat la Euro 2016.
În februarie 2017, LFC TV a lansat un scurt documentar Lovren: Viața mea ca refugiat, în care fotbalistul și-a descris experiențele, viața și traumele și a cerut mai multă toleranță pentru refugiați spunând: „Când văd ce se întâmplă astăzi [cu refugiații] mă gândesc la mine, la familia mea și cum oamenii nu te vor în țara lor. Înțeleg că oamenii doresc să se protejeze, dar oamenii nu au case. Nu este vina lor; se luptă pentru viețile lor doar pentru a-și salva copiii. Ei vor un loc sigur pentru copiii lor și pentru viitorul lor. Am trecut prin toate astea și știu prin ce trec unele familii. Dă-le o șansă, dă-le o șansă. Vă puteți da seama care sunt oamenii buni și care nu sunt.”

## Statistici privind cariera

### Club
Din meciul jucat 4 mai 2019
| Club                      | Sezon         | Ligă               | Ligă    | Ligă   | Cupă    | Cupă   | Cupa Ligii | Cupa Ligii | Europa  | Europa | Total   | Total  |
| Club                      | Sezon         | Campionat          | Meciuri | Goluri | Meciuri | Goluri | Meciuri    | Goluri     | Meciuri | Goluri | Meciuri | Goluri |
| ------------------------- | ------------- | ------------------ | ------- | ------ | ------- | ------ | ---------- | ---------- | ------- | ------ | ------- | ------ |
| Dinamo Zagreb             | 2005–2006     | Prima Ligă Croată  | 1       | 0      | 0       | 0      | —          | —          | 0       | 0      | 1       | 0      |
| Dinamo Zagreb             | 2006–2007     | Prima Ligă Croată  | 0       | 0      | 0       | 0      | —          | —          | 0       | 0      | 0       | 0      |
| Dinamo Zagreb             | 2007–2008     | Prima Ligă Croată  | 0       | 0      | 0       | 0      | —          | —          | 0       | 0      | 0       | 0      |
| Dinamo Zagreb             | 2008–2009     | Prima Ligă Croată  | 22      | 1      | 8       | 1      | —          | —          | 8       | 1      | 38      | 3      |
| Dinamo Zagreb             | 2009–2010     | Prima Ligă Croată  | 14      | 0      | 4       | 0      | —          | —          | 11      | 1      | 21      | 1      |
| Dinamo Zagreb             | Total         | Total              | 37      | 1      | 12      | 1      | —          | —          | 19      | 2      | 60      | 4      |
| Inter Zaprešić (împrumut) | 2006–2007     | A Doua Ligă Croată | 21      | 0      | 4       | 0      | —          | —          | —       | —      | 25      | 0      |
| Inter Zaprešić (împrumut) | 2007–2008     | A Doua Ligă Croată | 29      | 1      | 2       | 0      | —          | —          | —       | —      | 31      | 1      |
| Inter Zaprešić (împrumut) | Total         | Total              | 50      | 1      | 6       | 0      | —          | —          | —       | —      | 56      | 1      |
| Lyon                      | 2009–2010     | Ligue 1            | 8       | 0      | 1       | 0      | 1          | 0          | 0       | 0      | 10      | 0      |
| Lyon                      | 2010–2011     | Ligue 1            | 28      | 0      | 2       | 0      | 1          | 0          | 6       | 1      | 37      | 1      |
| Lyon                      | 2011–2012     | Ligue 1            | 18      | 1      | 3       | 0      | 2          | 0          | 8       | 0      | 31      | 1      |
| Lyon                      | 2012–2013     | Ligue 1            | 18      | 1      | 0       | 0      | 1          | 0          | 5       | 0      | 24      | 1      |
| Lyon                      | Total         | Total              | 72      | 2      | 6       | 0      | 5          | 0          | 19      | 1      | 102     | 3      |
| Southampton               | 2013–2014     | Premier League     | 31      | 2      | 0       | 0      | 0          | 0          | —       | —      | 31      | 2      |
| Liverpool                 | 2014–2015     | Premier League     | 26      | 0      | 4       | 0      | 2          | 1          | 6       | 0      | 38      | 1      |
| Liverpool                 | 2015–2016     | Premier League     | 24      | 0      | 1       | 0      | 4          | 0          | 10      | 1      | 39      | 1      |
| Liverpool                 | 2016–2017     | Premier League     | 29      | 2      | 0       | 0      | 3          | 0          | —       | —      | 32      | 2      |
| Liverpool                 | 2017–2018     | Premier League     | 29      | 2      | 0       | 0      | 0          | 0          | 14      | 0      | 43      | 2      |
| Liverpool                 | 2018–2019     | Premier League     | 13      | 1      | 1       | 0      | 1          | 0          | 3       | 0      | 18      | 1      |
| Liverpool                 | Total         | Total              | 121     | 5      | 6       | 0      | 10         | 1          | 33      | 1      | 171     | 7      |
| Total carieră             | Total carieră | Total carieră      | 316     | 10     | 30      | 1      | 15         | 1          | 69      | 4      | 416     | 16     |

1. ↑  Meciuri în Coupe de France and FA Cup
2. ↑  Meciuri în Coupe de la Ligue și EFL Cup
3. ↑  Trei meciuri în Liga Campionilor, cinci meciuri și un gol în Cupa UEFA
4. ↑  Patru meciuri și un gol în Liga Campionilor, șapte meciuri în UEFA Europa League
5. 1 2 3 4  Meciuri în Liga Campionilor
6. 1 2  Meciuri în UEFA Europa League
7. ↑  Patru meciuri în Liga Campionilor, două meciuri în UEFA Europa League

### Internațional
Din 24 martie 2019
| Națională | An    | Meciuri | Goluri |
| --------- | ----- | ------- | ------ |
| Croația   | 2009  | 2       | 0      |
| Croația   | 2010  | 3       | 0      |
| Croația   | 2011  | 8       | 1      |
| Croația   | 2012  | 1       | 0      |
| Croația   | 2013  | 9       | 1      |
| Croația   | 2014  | 7       | 0      |
| Croația   | 2016  | 1       | 0      |
| Croația   | 2017  | 6       | 0      |
| Croația   | 2018  | 13      | 0      |
| Croația   | 2019  | 1       | 0      |
| Total     | Total | 51      | 2      |

#### Goluri la națională
Scoruri și rezultate cu scorul la momentul marcării golului de către Lovren. 
| Meci | Data              | Stadion                     | Adversar     | Scor | Rezultat | Competiție                                       |
| ---- | ----------------- | --------------------------- | ------------ | ---- | -------- | ------------------------------------------------ |
| 1    | 2 septembrie 2011 | Stadionul Ta'Qali, Ta 'Qali | Malta        | 3 -1 | 3-1      | Calificări UEFA Euro 2012                        |
| 2    | 26 martie 2013    | Stadionul Liberty, Swansea  | Țara Galilor | 1 -1 | 2-1      | Calificările pentru Campionatul Mondial din 2014 |

## Titluri
Sursa:
Dinamo Zagreb
- Prima Ligă de Fotbal din Croația : 2008-09
- Cupa Croației: 2008-09

Inter Zaprešić
- A doua Ligă a Croației : 2006-07

Lyon
- Coupe de France: 2011-12

Liverpool
- Liga CampionilorUEFA : 2017-2018[79]
- UEFA Europa League : 2015-2016[80]

Croația
- Cupa Mondială FIFA: 2018[52]

Individual
- A patra echipă a FIFA FIFPro World XI: 2018[81]

Decorații
- Ordinul ducele Branimir cu o panglică: 2018[82]